# Студентски информативно-издавачки центар Нови Сад
Студентски информативно-издавачки центар Нови Сад (СИИЦ) је НВО и једина је студентска и омладинска медијска организација у Војводини. Основана је 1999. године са намером да омогући објективно и професионално информисање интересне популације о свим питањима која их се тичу било путем часописа Индекс или преко тррибина, јавних расправа, округлих столова, итд. Студентски информативно-издавачки центар Нови Сад је непрофитабилна и независна организација, сама обезбеђује средства за свој рад од донатора, грантова и сама прави програм рада и планове својих активности и у одговара за њихову реализацију.
До сада је у оквиру СИИЦ-а организовано преко 20 трибина са разним темама (медији на Универзитету, права студената, заштита животне средине, верска толеранција, међународно право), више округлих столова, контакт емисија, 20-ак анкета о разним питањима (закону о Универзитету из 1998, студентски стандард, проблеми са исхраном и смештајем, криминал у домовима), дестак књижевних вечери, издата су два водича за бруцоше, као и много издања часописа Индекс.
Циљну групу према којој су активности СИИЦ-а усмерене чине студенти, омладина, средњошколци, професори и други научни радници, као и припадници интелектуалне групације људи средње старосне доби.
Мисија СИИЦ-а је да омогући објективно и редовно информисање студената, омладине и остале јавности о активностима на Универзитету, стању у друштву, могућностима запошљавања младих, прикупља и шири информације, допринесе побољшању образовања младих, информише о научним достигнућима, културним дешавањима, промовише демократска начела указујући на све проблеме друштва, потребу развоја мултукултуралности, међуверске толеранције, побољшања међуетничких односа, кршења и заштите људских права и права националних мањина и шири вредности европског духа код младих.
Основни циљ је да истинитим и објективним информисањем допринесе јавности рада свих органа како на Универзитету, тако и у целом друштву, да омогући слободу изражавања и оствари плурализам мишљења тако што ће дозволити свим заинтересованим странама да изнесу своје ставове, да својим извештавањем укаже на сваки покушај кршења закона и прописа на штету народа и тако утичемо на носиоце јавних функција да се понашају у складу са Законима и да не злоупотребљавају своје положаје, да анимира што већи број младих да се активно укључе у решавање друштвених питања и подстакне их да размишљају о својој будућности и сами утичу на њу.